# Marta Garcia Farrés
Marta Garcia Farrés (Calldetenes, Osona, 18 de març de 1992) és una esquiadora i corredora de muntanya catalana.
Graduada en enginyeria forestal dubta si dedicar-se professionalment al món dels boscos o a l'esportiu. Amb 11 anys s'inicià al Club Excursionista Calldetenes en l'esquí de muntanya. Amb 17 anys entrà a formar part del Centre de Tecnificació d'Esquí de Muntanya de Catalunya, on es va formar tant a nivell competitiu com a nivell tècnic i en seguretat. L'any següent va entrar a formar part de la Selecció Espanyola i al Pla Nacional de Tecnificació Esportiva, millorant molt a nivell esportiu i competint a nivell internacional en categoria Júnior i més endavant en Sub-23 i sènior.
Marta Garcia fou la guanyadora de la mítica cursa de muntanya Olla de Núria durant tres edicions, el 2012, 2l2013 i el 2015. El 2015 fou quarta a l'esprint de Mondolè Ski Alp, la darrera prova de la Copa del Món d'Esquí de Muntanya, i a mes es penjà l'or sub23. Anteriorment, ja havia assolit medalla d'or al Mundial de Verbier i al Marmotta Tropphy de la Copa del Món. El desembre de 2020, Marta Garcia s'imposà amb solvència en la prova esprint del 'II Trofeu Sabika' a Sierra Nevada, a Granada, celebrada en el marc de la Copa d'Espanya d'Esquí de Muntanya de la Federació Espanyola d'Esports de Muntanya i Escalada (FEDME). El març del 2021 després d'acabar en quart lloc a la darrera cursa de la copa del món d’esquí de muntanya en la modalitat esprints, a Madonna di Campiglio, aconseguir la segona en la general del campionat, convertint-se en subcampiona de la copa del món d’esprints. En la competició de Verbier del gener d'aquest mateix any fou la catalana que aconseguí millors resultats.